# Elaeagnus pungens
Elaeagnus pungens är en havtornsväxtart som beskrevs av C.P. Thunb. och A. Murray. Elaeagnus pungens ingår i släktet silverbuskar, och familjen havtornsväxter. Inga underarter finns listade i Catalogue of Life.
Arten har det svenska namnet vintersilverbuske eller ibland endast silverbuske.

## Utseende
Busken har en ungefär rund form och den får under våren silvergröna blad. Bladens ovansida blir sedan mörkgrön och undersidan är fortfarande silvergrön. Grenar och kvistar är täckta av en fjälliknande struktur som är brun. Från september till november utvecklas blommor med vita kronblad som är ungefär 13 mm långa. Blommorna är gömda mellan bladen men de har en doft som liknar blommorna av gardeniasläktet. Under april det kommande året bildas frukter som liknar druvor som är 13 till 40 mm långa. Frukterna som är röda med bruna fläckar äts av olika fåglar. I vanlig fall blir busken 3 till 4,5 meter hög. Några grenar kan slingra sig uppför 9 meter höga träd. De rörformiga blommorna bildar grupper vid kvistens förgrening.
Den odlade varianten 'Diksonii' har gyllene kanter. Hos varianten 'Fredrici' är bladen i mitten krämfärgade och vid kanten gröna. Varianten 'Maculata' kännetecknas av intensiv gula blad med eller utan gröna kanter.

## Utbredningen och ekologi
Denna buske förekommer i centrala och östra Kina, i norra Vietnam samt i stora delar av Japan.
Grunden ska inte vara för fuktig men sammansättningen kan variera. Elaeagnus pungens upptar kväve från luften och den har bra anpassningsförmåga. Genarna och kvisterna är påfallande tät. Även ett jordpiggsvin har svårigheter att tränga genom. Dessutom finns taggar på grenarna.

## Hot
För beståndet är inga hot kända och hela populationen bedöms som stor. IUCN listar arten som livskraftig (LC).
Insekten Cacopsylla fulguralis sugar sällan vätska från bladen men den gör ingen större skada. Ibland hittas svampar av släktet honungsskivlingar eller arten cinnobergömming vid busken.

## Bildgalleri

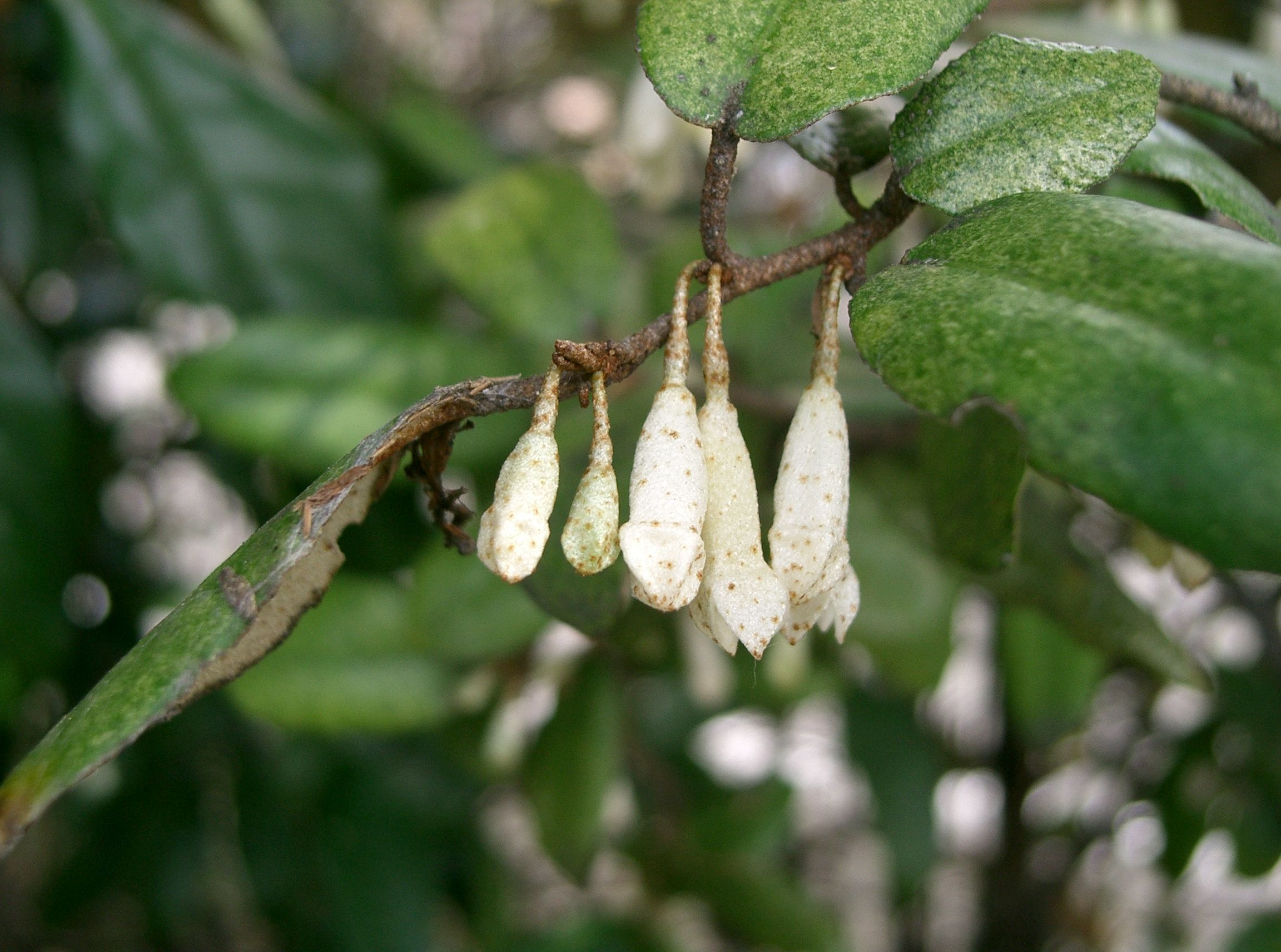
Blommor
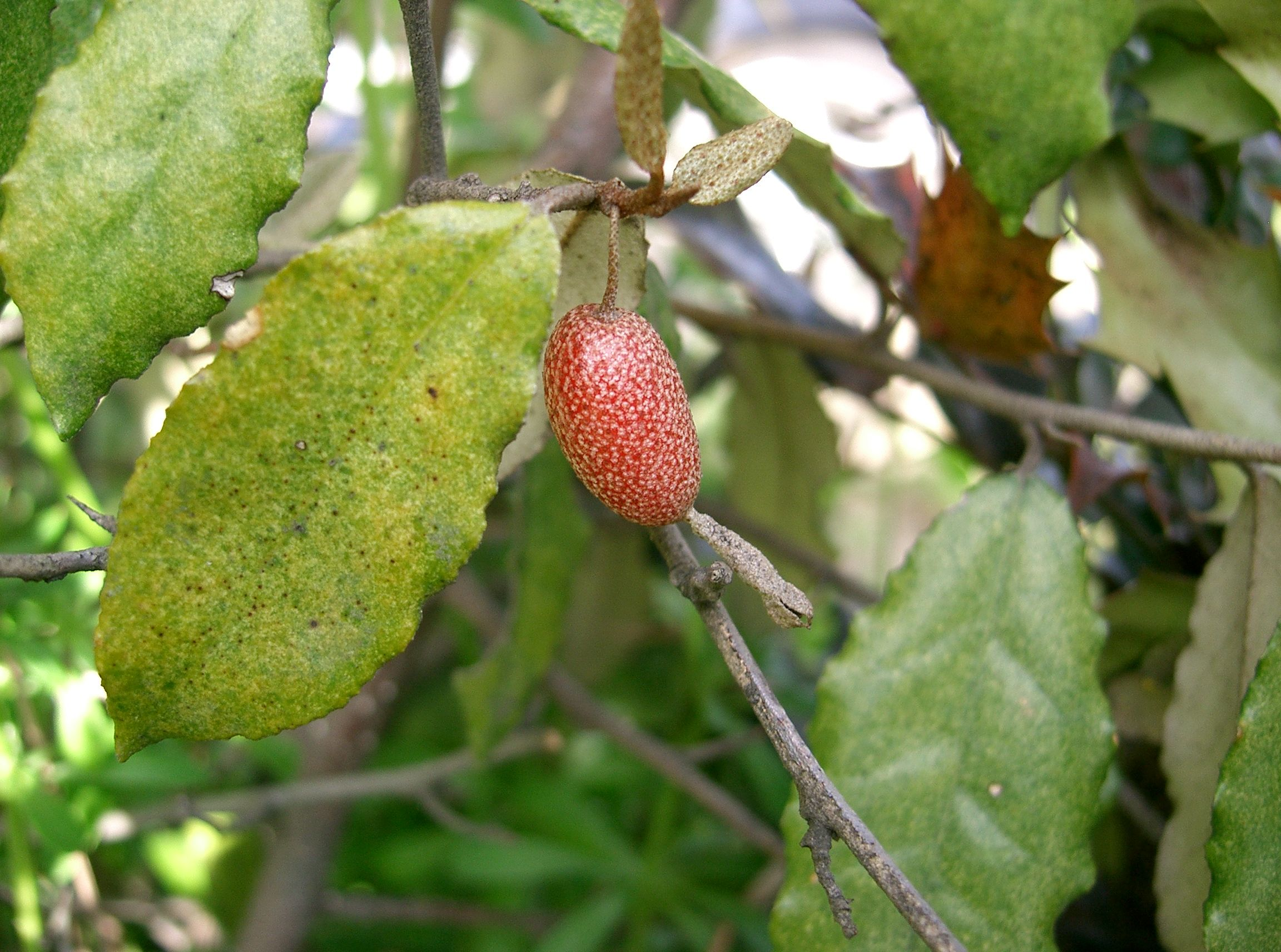
Frukt
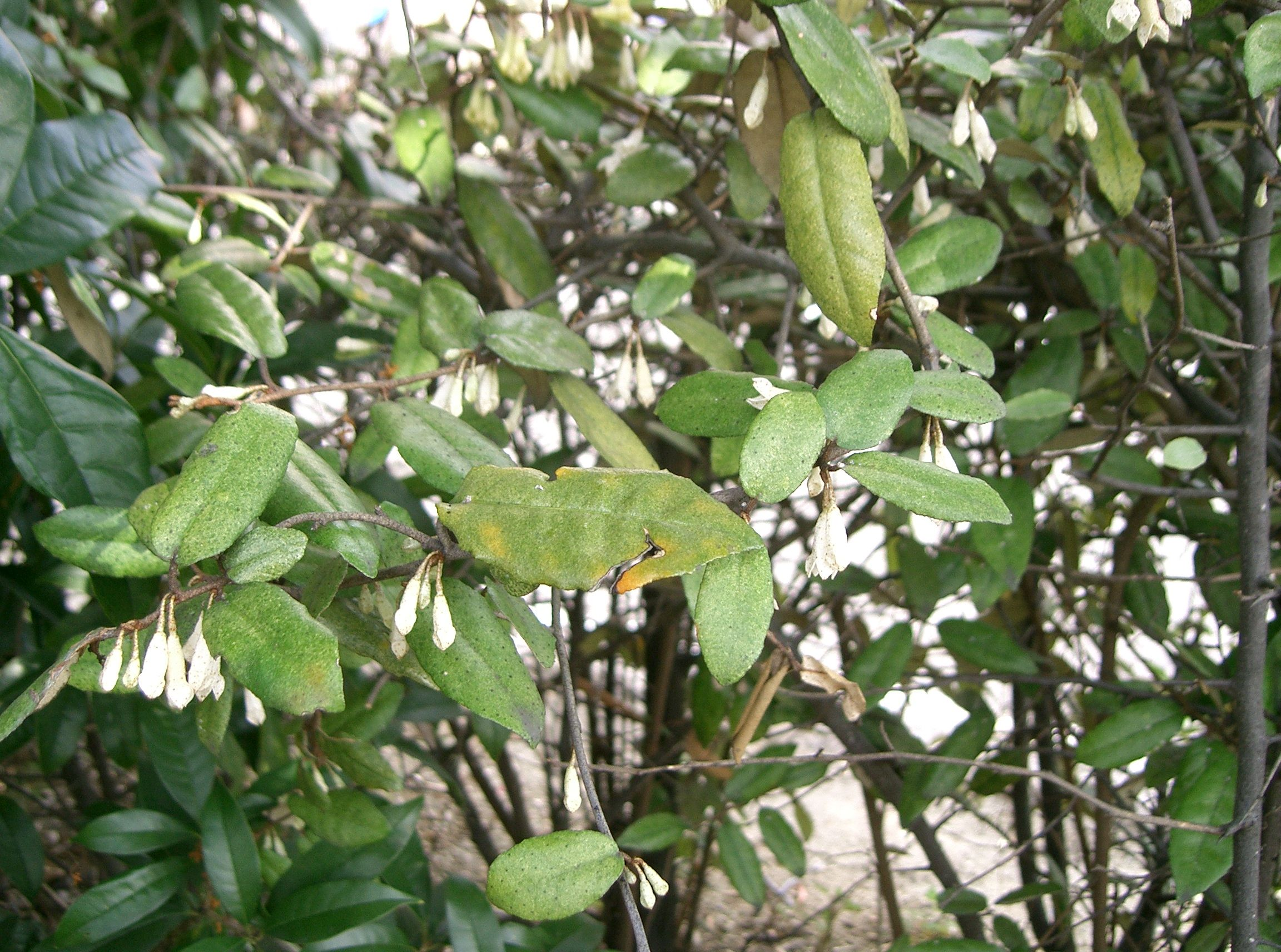
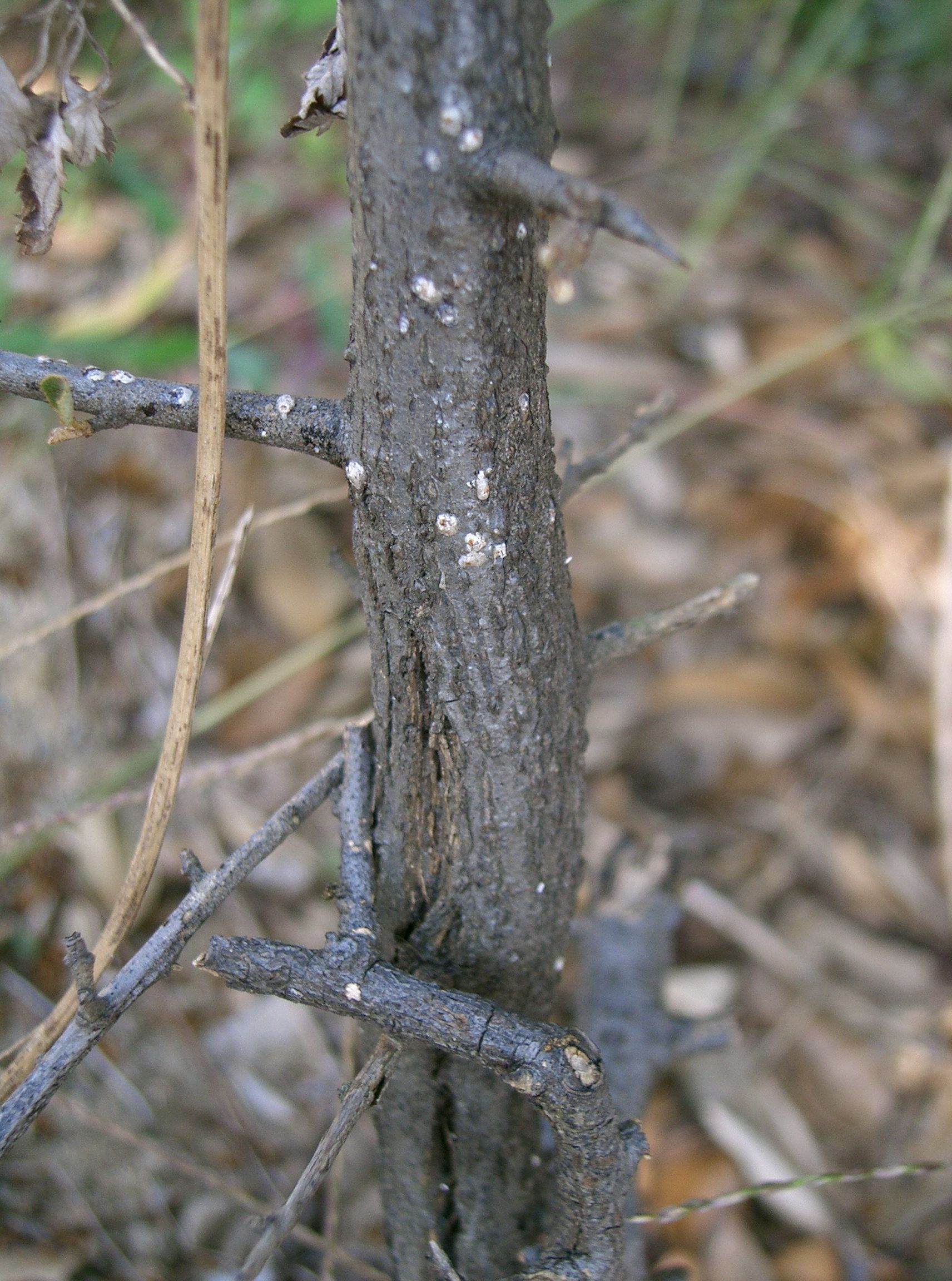
Gren med taggar
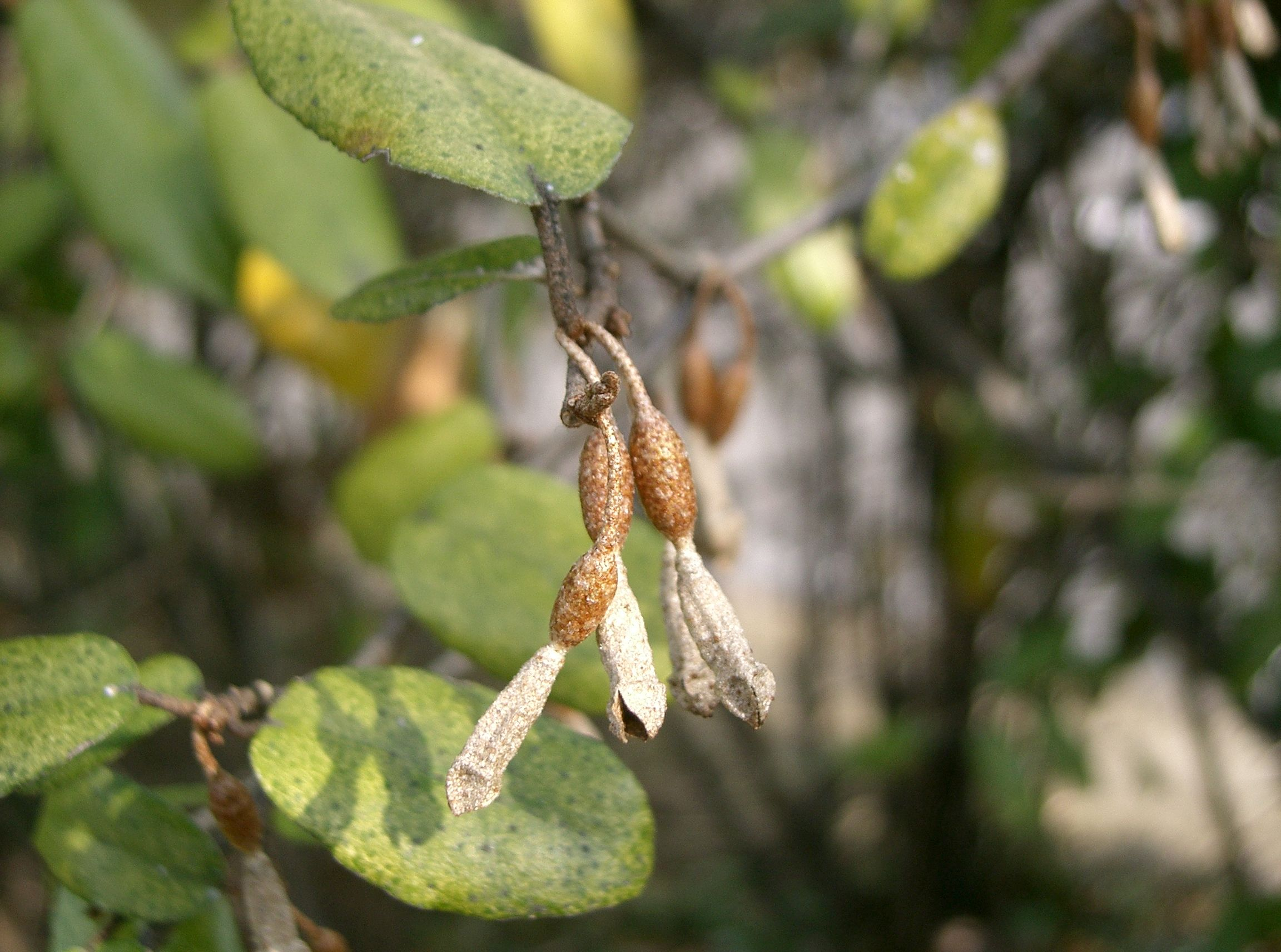
Äldre blommor
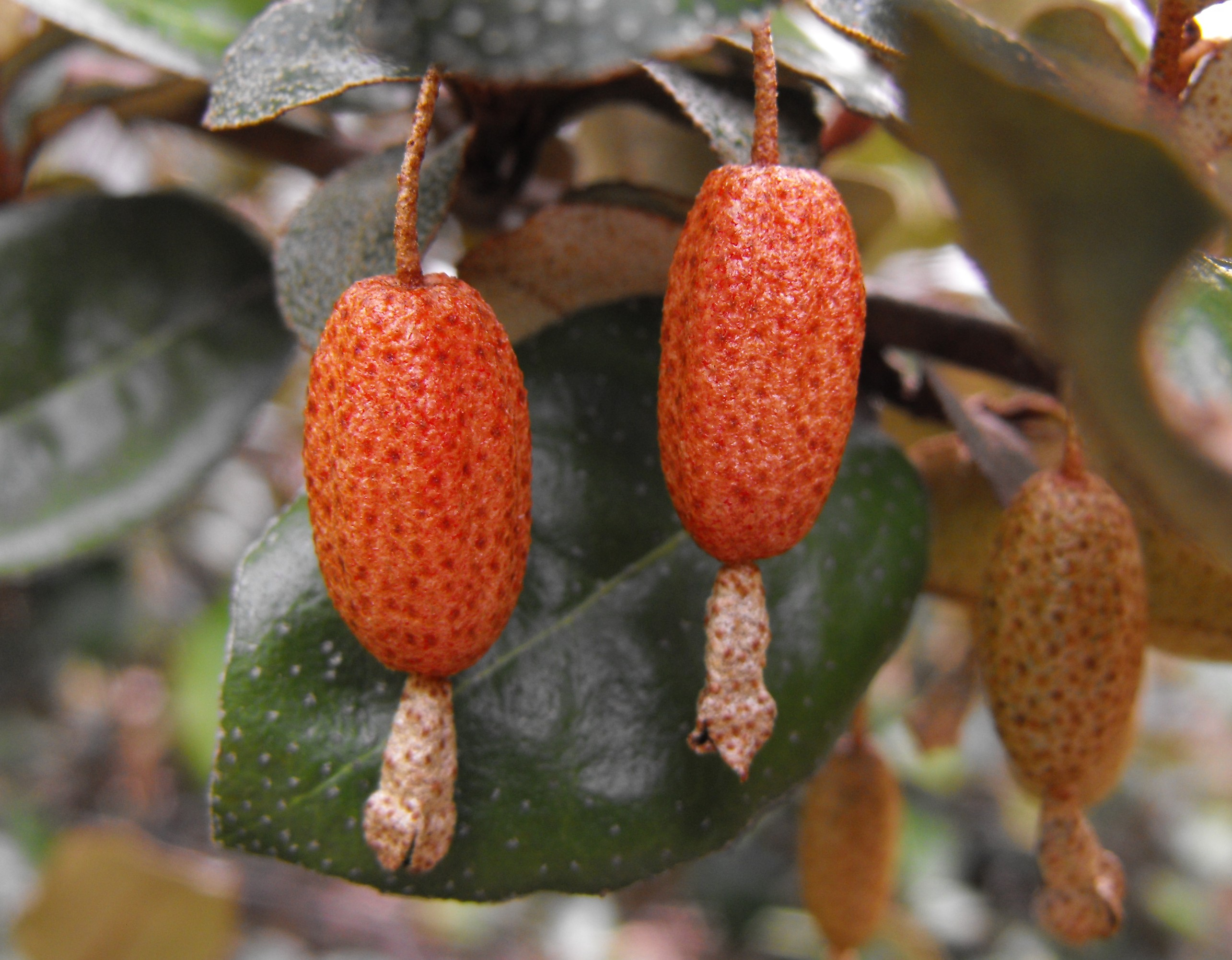
Frukter